# 刁遵
刁 遵（ちょう じゅん、441年 - 516年）は、北魏の官僚。字は奉国。本貫は勃海郡饒安県。

## 経歴
刁雍の子として生まれた。兄の刁纂が早逝したため、父の東安公の爵位を嗣いだ。492年（太和16年）、侯に降封された。景明年間、魏郡太守に任じられた。後に洛陽に召還されて、太尉諮議参軍となった。514年（延昌3年）、司農少卿に転じた。まもなく龍驤将軍・洛州刺史に任じられた。刁遵は梁の新化郡太守の杜性や新化県令の杜龍振や平陽県令の杜台定らを誘って帰順させ、3000戸を北魏につかせた。516年（熙平元年）7月26日、死去した。享年は76。平東将軍・兗州刺史の位を追贈された。諡は恵侯といった。

## 子女
13人の男子があった。
- 刁楷（長男、字は景伯、早逝）
- 刁尚（次男、字は景勝、早逝）
- 刁整（三男、字は景智）
- 刁振（四男、字は景略）
- 刁宣（五男、字は季達、高城県侯、都官尚書、衛大将軍・滄州刺史）
- 刁隆（六男）
- 刁景運（七男）

## 伝記資料
- 『魏書』巻38 列伝第26
- 『北史』巻26 列伝第14
- 雒州刺史刁恵公墓誌銘（『刁遵墓誌』）